# Stigmella azusa
Stigmella azusa là một loài bướm đêm thuộc họ Nepticulidae. Nó được tìm thấy ở Nhật Bản (Honshū).
Ấu trùng ăn Salix serissaefolia. Chúng có thể ăn lá nơi chúng làm tổ.